# アンネン・ポルカ (ヨハン・シュトラウス1世)

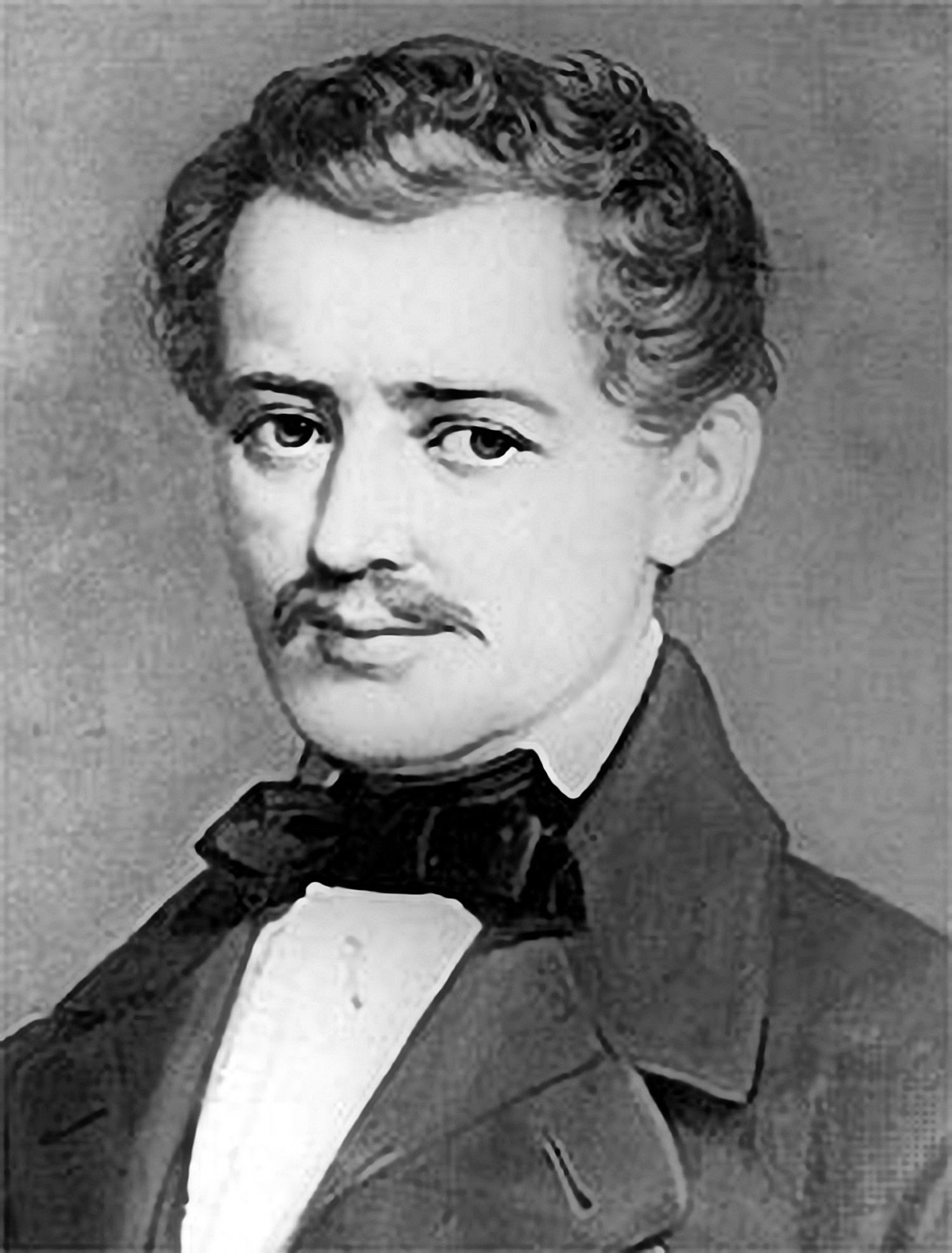
ヨハン・シュトラウス1世

『アンネン・ポルカ』（ドイツ語: Annen-Polka）作品137は、ヨハン・シュトラウス1世が作曲したポルカ・フランセーズ（フランス風ポルカ）。正式名称は「Beliebte Annen-Polka」であり、『お好みアンネン・ポルカ』『好かれるアンネン・ポルカ』などとも呼ばれる。

## 解説

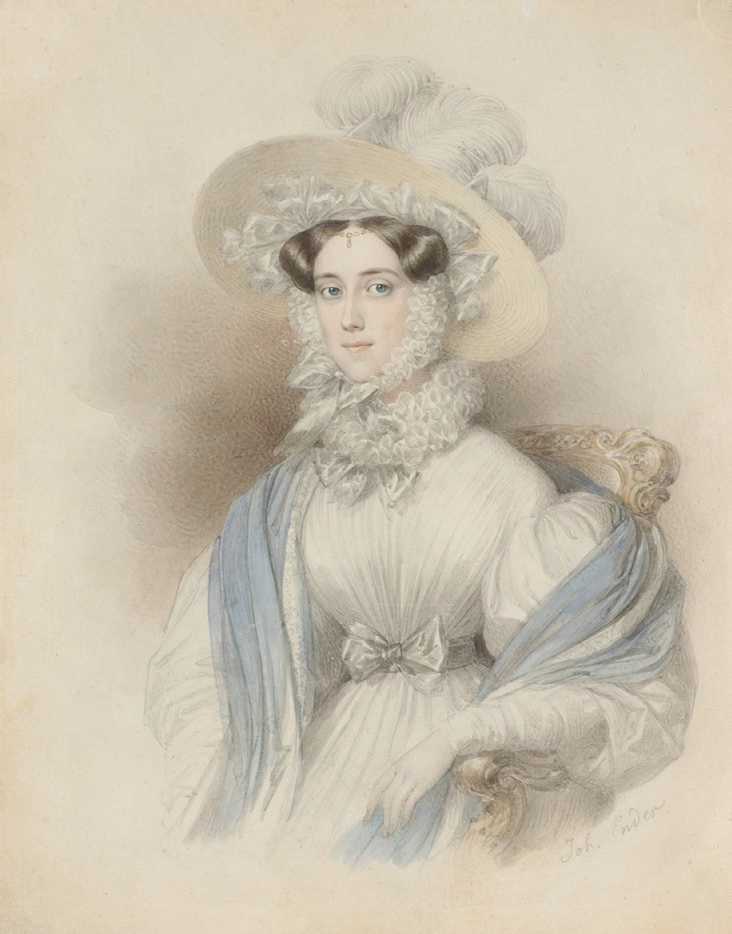
オーストリア皇后マリア・アンナ

1842年に作曲され、同年のうちに初演された。アンナという名の全ての女性を讃え、とりわけオーストリア皇帝フェルディナント1世の皇后マリア・アンナの聖名祝日を祝賀して演奏された。マリア・アンナ皇后は人々からとても愛された人物であり、原題の形容詞「Beliebte」（人気のある、好かれているの意）はこの理由から付けられたものである。また、演奏場はグラーツ家の「アンネン・ザール」だったといわれており、これも曲名に少なからず影響を与えていると思われる。なお、作曲者の妻の名もアンナであるが、この曲との関係はないとみられている。
ちなみに、この曲から10年後の1852年には、息子ヨハン・シュトラウス2世が同名の『アンネン・ポルカ』を作曲している。

## ニューイヤーコンサート
ウィーンフィル・ニューイヤーコンサートへの登場は以下の通りである。
- 1968年 - ヴィリー・ボスコフスキー指揮
- 1971年 - ヴィリー・ボスコフスキー指揮
- 1984年 - ロリン・マゼール指揮
- 1987年 - ヘルベルト・フォン・カラヤン指揮
- 2002年 - 小澤征爾指揮